# أولغا دانيلوفيتش
أولغا دانيلوفيتش (بالصربية: Олга Даниловић)‏ هي لاعبة كرة مضرب صربية ولدت في عام 2001 في مدينة بلغراد في صربيا، فازت بأول بطولة لها في عام 2018 في موسكو عاصمة روسيا، وتعد ثاني أهم لاعبة مضرب صربية بعد نينا ستويانوفيتش.
كادت تواجه دانيلوفيتش لاعبة التنس المشهورة اليابانية نعومي أوساكا في بطولة أمريكا المفتوحة للتنس 2021 لكنها أنسحبت في نفس يوم المواجهة بسبب الإصابة بالمرض.

## الحياة الشخصية
دانيلوفيتش هي أبنة لاعب كرة السلة الصربي الشهير بريدراج دانيلوفيتش ووالدتها تدعى سفيتلانا وهي مراسلة رياضية في راديو وتلفزيون صربيا.

## وصلات خارجية
أولغا دانيلوفيتش على موقع رابطة محترفات التنس (الإنجليزية)
- أولغا دانيلوفيتش على موقع الاتحاد الدولي لكرة المضرب (الإنجليزية)
- أولغا دانيلوفيتش على موقع كأس بيلي جين كينغ (الإنجليزية)
- أولغا دانيلوفيتش على موقع خلاصة التنس.كوم (الإنجليزية)